# La Ferté-en-Ouche
La Ferté-en-Ouche est une commune française située dans le département de l'Orne en région Normandie.
Elle est créée le 1er janvier 2016 par la fusion de dix communes, sous le régime juridique des communes nouvelles. Les communes d'Anceins, Bocquencé, Couvains, La Ferté-Frênel, Gauville, Glos-la-Ferrière, Heugon, Monnai, Saint-Nicolas-des-Laitiers et Villers-en-Ouche deviennent des communes déléguées.

## Géographie

### Localisation
La Ferté-en-Ouche est une commune normande du Pays d'Ouche qui se trouve à vol d'oiseau à 13 km au nord-ouest de L'Aigle, à 35 km au nord de Mortagne-au-Perche, 55 km au nord-est d'Alençon, 25 km au sud-est de Vimoutiers, 21 km au sud d'Orbec et 28 km de Bernay.
La commune se trouve dans l'aire d'attraction de L'Aigle, ainsi que dans sa zone d'emploi et dans son bassin de vie.

### Communes limitrophes
Les communes limitrophes sont  Beaufai, Chambord, Chaumont, Juignettes, La Gonfrière, La Haye-Saint-Sylvestre, Le Sap-André, Mesnil-Rousset, Notre-Dame-du-Hamel, Saint-Evroult-Notre-Dame-du-Bois, Saint-Germain-d'Aunay, Saint-Laurent-du-Tencement, Saint-Nicolas-de-Sommaire, Saint-Symphorien-des-Bruyères, Sap-en-Auge, Touquettes et Verneusses.

### Hydrographie
La commune est située dans le bassin Seine-Normandie. Elle est drainée par la Charentonne, le Vernet, la Guiel, le Val Loge, la rivière de Touquettes, le fossé 01 de la commune de Marnefer, le Val Coule, le Val de Couvains, le Val de Launay, le Val de Rougeule, la Charentonne, la Guiel, la rivière de Touquettes, des bras de la Charentonne, le fossé 01 de la commune de Couvains, le fossé 01 de la commune de la Ferte-Frenel et divers autres petits cours d'eau.le Ravin de la Lande-Cornet, 
La Charentonne, d'une longueur de 63 km, prend sa source dans la commune de Saint-Evroult-Notre-Dame-du-Bois et se jette  dans la Risle à Nassandres sur Risle, après avoir traversé 16 communes. Les caractéristiques hydrologiques de la Charentonne sont données par la station hydrologique située sur la commune de Ferrières-la-Verrerie. Le débit moyen mensuel est de 0,528 m3/s. Le débit moyen journalier maximum est de 15,9 m3/s, atteint lors de la crue du 12 juin 2018. Le débit instantané maximal est quant à lui de 28,5 m3/s, atteint le même jour.
Le Vernet, d'une longueur de 27 km, prend sa source dans la commune  et se jette  dans la Risle à La Vieille-Lyre, après avoir traversé huit communes. 
La Guiel, d'une longueur de 24 km, prend sa source dans la commune de La Trinité-des-Laitiers et se jette  dans la Charentonne à La Trinité-de-Réville, après avoir traversé huit communes. 
Le Val Logé, d'une longueur de 14 km, prend sa source dans la commune de Saint-Nicolas-de-Sommaire et se jette  dans la Risle à La Neuve-Lyre, après avoir traversé huit communes. 
Un plan d'eau complète le réseau hydrographique : l'étang du Buzot, d'une superficie totale de 1,3 ha (0,35 ha sur la commune),.

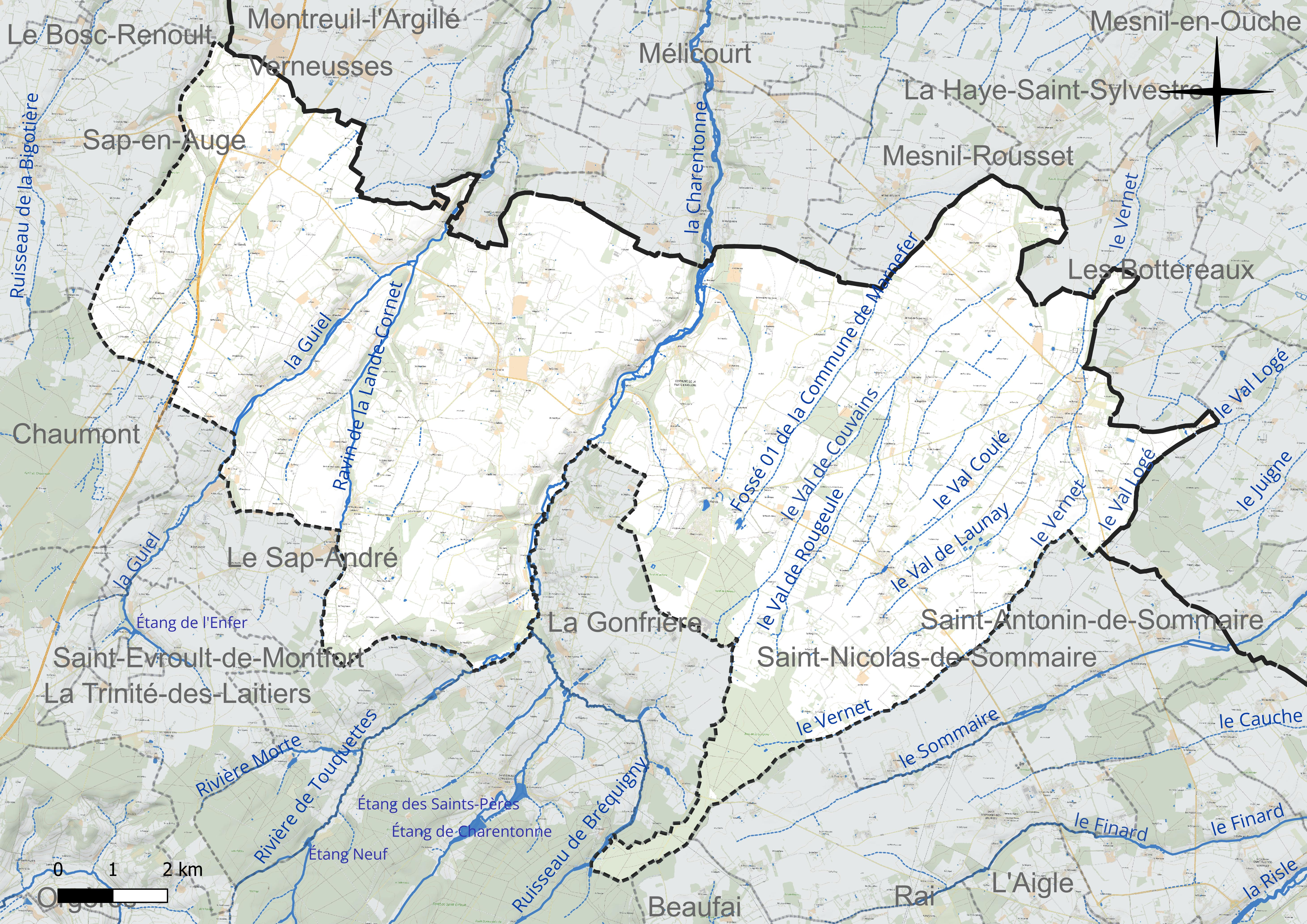
Réseau hydrographique de la Ferté-en-Ouche.

### Climat
Le climat qui caractérise la commune est qualifié, en 2010, de « climat océanique dégradé des plaines du Centre et du Nord », selon la typologie des climats de la France qui compte alors huit grands types de climats en métropole. En 2020, la commune ressort du type « climat océanique altéré » dans la classification établie par Météo-France, qui ne compte désormais, en première approche, que cinq grands types de climats en métropole. Il s’agit d’une zone de transition entre le climat océanique, le climat de montagne et le climat semi-continental. Les écarts de température entre hiver et été augmentent avec l'éloignement de la mer. La pluviométrie est plus faible qu'en bord de mer, sauf aux abords des reliefs.
Les paramètres climatiques qui ont permis d’établir la typologie de 2010 comportent six variables pour les températures et huit pour les précipitations, dont les valeurs correspondent à la normale 1971-2000. Les sept principales variables caractérisant la commune sont présentées dans l'encadré ci-après.
| Paramètres climatiques communaux sur la période 1971-2000 - Moyenne annuelle de température : 9,7 °C - Nombre de jours avec une température inférieure à −5 °C : 3,9 j - Nombre de jours avec une température supérieure à 30 °C : 1,8 j - Amplitude thermique annuelle : 14 °C - Cumuls annuels de précipitation : 791 mm - Nombre de jours de précipitation en janvier : 12,7 j - Nombre de jours de précipitation en juillet : 8,2 j |

Avec le changement climatique, ces variables ont évolué. Une étude réalisée en 2014 par la Direction générale de l'Énergie et du Climat complétée par des études régionales prévoit en effet que la  température moyenne devrait croître et la pluviométrie moyenne baisser, avec toutefois de fortes variations régionales. La station météorologique de Météo-France installée sur la commune et en service de 1970 à 2011 permet de connaître l'évolution des indicateurs météorologiques. Le tableau détaillé pour la période 1981-2010 est présenté ci-après.
| Mois                                  | jan.             | fév.           | mars             | avril         | mai             | juin            | jui.            | août          | sep.         | oct.          | nov.            | déc.           | année      |
| ------------------------------------- | ---------------- | -------------- | ---------------- | ------------- | --------------- | --------------- | --------------- | ------------- | ------------ | ------------- | --------------- | -------------- | ---------- |
| Température minimale moyenne (°C)     | 0,8              | 0,6            | 2,6              | 3,8           | 7,2             | 10              | 12              | 12            | 9,4          | 7             | 3,6             | 1,3            | 5,9        |
| Température moyenne (°C)              | 3,5              | 3,9            | 6,7              | 8,8           | 12,4            | 15,5            | 17,7            | 17,7          | 14,7         | 11,1          | 6,8             | 4              | 10,3       |
| Température maximale moyenne (°C)     | 6,3              | 7,3            | 10,9             | 13,8          | 17,6            | 20,9            | 23,4            | 23,4          | 20           | 15,1          | 9,9             | 6,7            | 14,6       |
| Record de froid (°C) date du record   | −18,5 18.01.1985 | −14 07.02.1991 | −14,5 07.03.1971 | −5 08.04.03   | −1,9 05.05.1979 | 0,5 05.06.1991  | 4,5 15.07.1977  | 3 28.08.1979  | 0 19.09.1977 | −4 24.10.03   | −8,5 20.11.1985 | −13 29.12.1996 | −18,5 1985 |
| Record de chaleur (°C) date du record | 16 27.01.03      | 20 14.02.1998  | 22 25.03.03      | 26,5 30.04.05 | 32 07.05.1976   | 35,9 24.06.1976 | 37,5 02.07.1976 | 38,5 10.08.03 | 33 11.09.06  | 28,5 01.10.11 | 20,5 03.11.1972 | 16 07.12.00    | 38,5 2003  |
| Précipitations (mm)                   | 77               | 59,2           | 62,9             | 55,7          | 66,7            | 58,2            | 62,2            | 48,1          | 61,1         | 79            | 73,1            | 86,3           | 789,5      |

## Urbanisme

### Typologie
Au 1er janvier 2024, La Ferté-en-Ouche est catégorisée commune rurale à habitat très dispersé, selon la nouvelle grille communale de densité à sept niveaux définie par l'Insee en 2022.
Elle est située hors unité urbaine. Par ailleurs la commune fait partie de l'aire d'attraction de L'Aigle, dont elle est une commune de la couronne,. Cette aire, qui regroupe 32 communes, est catégorisée dans les aires de moins de 50 000 habitants,.

### Occupation des sols

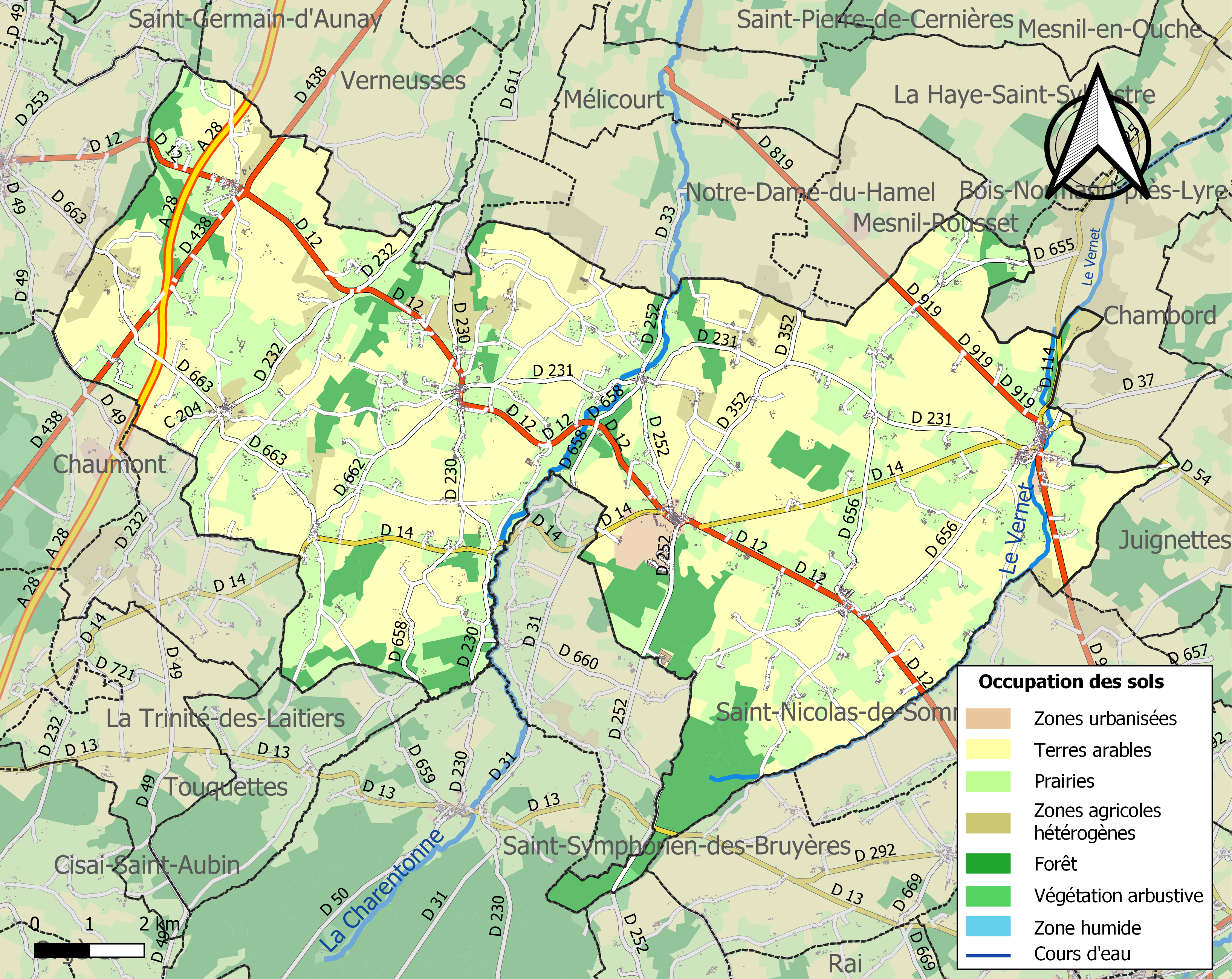
Carte des infrastructures et de l'occupation des sols de la commune en 2018 (CLC).

### Projets d'aménagement
Un lotissement de 12 parcelles est réalisé en 2024 à Villers-à-Ouche.

## Toponymie
L'ancien français ferté désigne une « forteresse ». Frênel, de fresne, « frêne », suffixé du diminutif -el, serait le toponyme antérieur (lieu où poussent des frênes).
Le déterminant locatif fait référence aux Pays d'Ouche.

## Histoire
La commune est créée le 1er janvier 2016 par un arrêté préfectoral du 26 octobre 2015, par la fusion de dix communes, sous le régime juridique des communes nouvelles instauré par la loi no 2010-1563 du 16 décembre 2010 de réforme des collectivités territoriales. Les communes d'Anceins, Bocquencé, Couvains, La Ferté-Frênel, Gauville, Glos-la-Ferrière, Heugon, Monnai, Saint-Nicolas-des-Laitiers et Villers-en-Ouche deviennent des communes déléguées et La Ferté-Frênel est le chef-lieu de la commune nouvelle.

## Politique et administration

### Rattachements administratifs et électoraux
La commune se trouve dans l'arrondissement de Mortagne-au-Perche du département de l'Orne.
Pour les élections départementales, la commune fait partie depuis 2014 du canton de Rai.
Pour l'élection des députés, elle fait partie de la deuxième circonscription de l'Orne.

### Intercommunalité
La Ferté-en-Ouche était le siège de la petite communauté de communes du canton de La Ferté-Frênel, un établissement public de coopération intercommunale (EPCI) à fiscalité propre créé en 1996 et auquel la commune avait transféré un certain nombre de ses compétences, dans les conditions déterminées par le code général des collectivités territoriales.
Dans le cadre des dispositions de la loi portant nouvelle organisation territoriale de la République du 7 août 2015, qui prévoit que les établissements publics de coopération intercommunale (EPCI) à fiscalité propre doivent avoir un minimum de 15 000 habitants, cette intercommunalité a fusionné avec la communauté de communes des Pays de L'Aigle et de la Marche pour former, le 1er janvier 2017, la communauté de communes des Pays de L'Aigle, dont est désormais membre la commune.

### Administration municipale
Entre la création de la commune nouvelle et les élections municipales de 2020, l'ensemble des conseillers municipaux élus en 2014 dans les anciennes communes ont constitué le conseil municipal, soit 122 élus.
Pour les mandats 2020-2026, le conseil municipal est constitué de 41 conseillers municipaux, y compris le maire et ses adjoints. En 2026-2032, ils seront 27 et, au-delà, le conseil municipal aura le nombre d'élus prévu par le code général des collectivités territoriales en fonction de sa population.

### Liste des maires
| Période      | Période                    | Identité          | Étiquette | Qualité |
| ------------ | -------------------------- | ----------------- | --------- | --- |
| janvier 2016 | En cours (au 15 juin 2024) | Michel Le Glaunec | DVD       | Retraité Maire de Gauville (2014 → 2015) Vice-président de la CC des Pays de L'Aigle (2017 → ) Réélu pour le mandat 2020-2026, |

Les maires délégués des anciennes communes sont, pour le mandat 2020-2026 : 
- Anceins : François Brizard, agriculteur, premier maire-adjoint de la commune nouvelle ;
- Bocquencé : Joël Samson, agriculteur
- Couvains : Rémy Meslin, agriculteur ;
- La Ferté-Frênel : Christian Barbier, retraité des services publics ;
- Gauville Jean-Louis Maunoury, retraité de la fonction publique[Note 7] ;
- Glos-la-Ferrière : Stéphane Hébert, gérant technique pour Orne Habitat ;
- Heugon : Édith Leroy, agricultrice ;
- Monnai : Stéphane Ménard, technicien ;
- Saint-Nicolas-des-Laitiers : Patrice Réglait, retraité ;
- Villers-en-Ouche :  Bruno Langevin, agriculteur.

## Équipements et services publics
Un marché de procteurs locaux se tient le dimanche matin à Villers-en-Ouche, ainsi qu'un marché forain à La Ferté-Fresnel le jeudi matin.

### Eau et déchets
L'adduction en eau potable est réalisée par le  Syndicat Intercommunal d’Alimentation en Eau Potable (SIAEP) Trigardière, qui dessert également une zone qui s’étend de Chambord dans l’Eure jusqu’à Gacé.

### Enseignement
Les enfants sont scolarisés dans les écoles de Gauville, de La Ferté-Fresnel et de Villers-en-Ouche.

### Santé et solidarité
Un pôle de santé, réalisé sur le terrain de l'ancien centre de secours et accueillant une dizaine de professionnels de santé, a été réalisé par l'intercommunalité en 2022. La pharmacie de La Ferté-Fresnel s'est équipée en 2024 d'une cabine de téléconsultation.
L’Ehpad de Glos-la-Ferrière accueille 50 personnes âgées.

### Équipements culturels
La médiathèque intercommunale La Cantonade est implantée à La Ferté-Fresnel.

### Justice, sécurité, secours et défense
Le centre de secours de La Ferté-en-Ouche assure la sécurité de la population  de douze communes et intervient occasionnellement sur quinze autres communes. En 2021, ses vingt sapeurs-pompiers (dont un personnel de santé) ont réalisé 300 interventions, dont  218 secours d’urgence aux personnes, 28 accidents de la circulation, 31 départs pour feu et 23 interventions diverses.

## Population et société
La population des anciennes communes puis de la commune nouvelle est connue par les recensements menés régulièrement par l'Insee. Ces chiffres concernent le territoire de l'actuelle commune nouvelle.
En 2025, la commune nouvelle comptait 2 960 habitants.
| 1968  | 1975  | 1982  | 1990  | 1999  | 2010  | 2015  | 2021  |
| ----- | ----- | ----- | ----- | ----- | ----- | ----- | ----- |
| 3 157 | 2 887 | 2 937 | 2 940 | 2 989 | 3 302 | 3 211 | 2 993 |

### Manifestations culturelles et festivités
L'édition 2024 du Festi’music, un festival de musique, s'est tenu à La Ferté-Fresnel.

### Sports et loisirs
- Le 62e Grand Prix de Normandie de stock-car s'est déroulé en août 2024 à Villers-en-Ouche[50].

- Le 57e rallye cycliste de Villers-en-Ouche s'est tenu en avril 2024[51].

- Le club de tenis locale est le Section Pays d'Ouche Tennis de Table (SPOTT)[52].

## Économie
L'entreprise de fabrication d'armes  Société d’application des procédés Lefebvre fabrique à Gauville depuis 1951 des armements destinés aux ministères de l'Intérieur, des Armées et de la Justice dans plus de 50 pays. Elle compte en 2021 seize salariés.

## Culture locale et patrimoine

### Lieux et monuments
La Ferté-Frênel
- Château de La Ferté-Frênel  Inscrit MH (1996, partiellement)[54] (ou Château des Rêves), propriété privée de 3 500 m² édifiée sur un domaine de 100 ha[55],[56] :
 En totalité construit pour le marquis de Montault par l'architecte parisien Storès, à l'emplacement de trois châteaux plus anciens (deux féodaux et un du XVIIIe siècle, dont subsiste le colombier daté de 1766). On y trouve une abondance de décors anciens, hall d'entrée, architecture inspirée du XVIIe siècle, le style Louis XIII.
- Parc de 20 ha à l'anglaise et à la française au sud et à l'ouest du château, également inscrit Monument historique[57]..
- Colombier du XVIIIe siècle et manoir baronial du XVIIIe siècle entourés de douves dans l'enceinte du château (inscrits MH).
- Un dolmen de la Pierre couplée classé aux Monuments historiques[58], situé à la sortie du village.
- Église Notre-Dame (début XXe siècle) abritant une Vierge de Pitié du XVIe siècle classée à titre d'objet aux Monuments historiques[59].

Anceins
- Église Saint-Martin, ouvertures en brique.
- Moulin sur la Charentonne.
- Ancienne cidrerie établie vers 1907 par Louis Ernoux au lieu-dit Guitot. Douze à trente ouvriers y travaillaient selon les saisons en 1919[60].
- Ancienne usine à clou construite au lieu-dit Le Sifflet par Jacques François Fleury après 1820 sur la Charentonne, dont l'activité cesse vers 1900[61].

Bocquencé
- Église Saint-Martin, (XVIe siècle).

Couvains-Marnefer
- Église Saint-Médard de Couvains (XVIe siècle).
- Église Saint-Laurent de Marnefer du XVIe siècle.
- Château de Caumont.

Gauville
- Église Saint-Aubin du XVe siècle.

Glos-la-Ferrière
- Menhir  Classé MH (1944)[62], au lieu-dit Le Boulay Tilleul
- Le château du Boële et son colombier  Inscrit MH (1974)[63]. Le château a été achevé en 1606. On ne connaît pas l'origine du fief qui était déjà constitué en 1414.
- L'église Saint-Agnan construite entre le XIe et le XVIe siècle. À l'intérieur se trouve la table de communion qui date de la fin de l'époque Louis XIII. Le lutrin est fait d'un aigle couronné.
L'orgue de 960 tuyaux a été restauré en 1996[64].

- Ferme remarquable avec un lavoir en premier plan puis passage sur un petit pont de pierres qui enjambe « Le Vernet »[64].

Heugon
- Église Saint-Pierre-et-Saint-Denis du Douet-Arthus, du (XIIe siècle, remaniée),  Inscrite MH (1997)[65] 
 Une représentation murale du Dit des trois morts et des trois vifs : trois jeunes gentilshommes sont interpelés dans un cimetière par trois morts, qui leur rappellent la brièveté de la vie et l'importance du salut de leur âme. 
Deux dais, une plaque funéraire et une Vierge à l'Enfant sont classés à titre d'objets[66],[67],[68].

- Église Saint-Martin (XIXe siècle), abritant deux statues classées[66],[68].
- Chapelle Blanchet, du XIXe siècle.

Monnai
- Le château de Monnai (XVe – XIXe siècle).
- Église Saint-Sauveur (XIXe siècle), dont la voûte est restaurée en 2019[69]. 
Elle abrite une statue du XVe siècle (Christ juge) classée à titre d'objet aux Monuments historiques[70].
- Chapelle (ancienne église paroissiale) de Ternant.
- Chapelle Notre-Dame du Vallet (XIXe siècle).

Saint-Nicolas-des-Laitiers
- Église Saint-Nicolas.
- Ancienne briqueterie aux Champs Merisiers installée vers 1877 par Jacques Nicolas Beaudrier, qui transformait l'argile extraite sur place. L'activité cesse entre 1890 et 1900[71].

Villers-en-Ouche
- Le manoir des XVIIe et XVIIIe siècles et son parc du XVIIe siècle font l'objet d'une inscription au titre des Monuments historiques[72],[73]. La chambre à alcôve et le cabinet attenant avec leurs décors de papiers peints sont classés. Le colombier du XVe siècle est également inscrit.
- Église Saint-Pierre, du XVIe siècle, refaite au XIXe siècle.

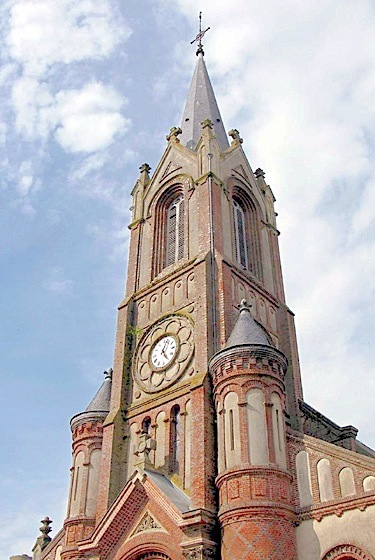
Église Notre-Dame de La Ferté-Frênel.
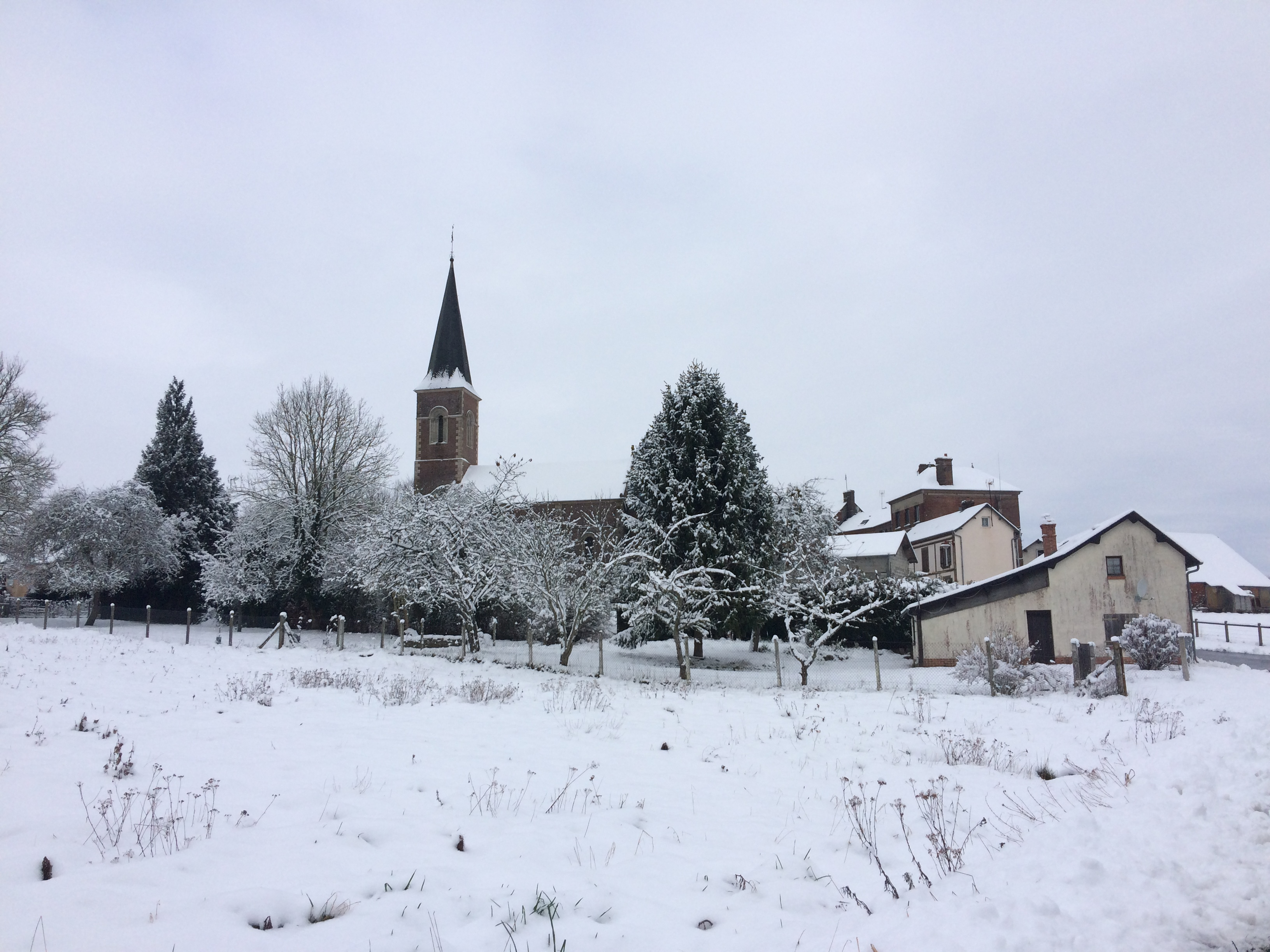
L'église Saint-Martin d'Heugon.
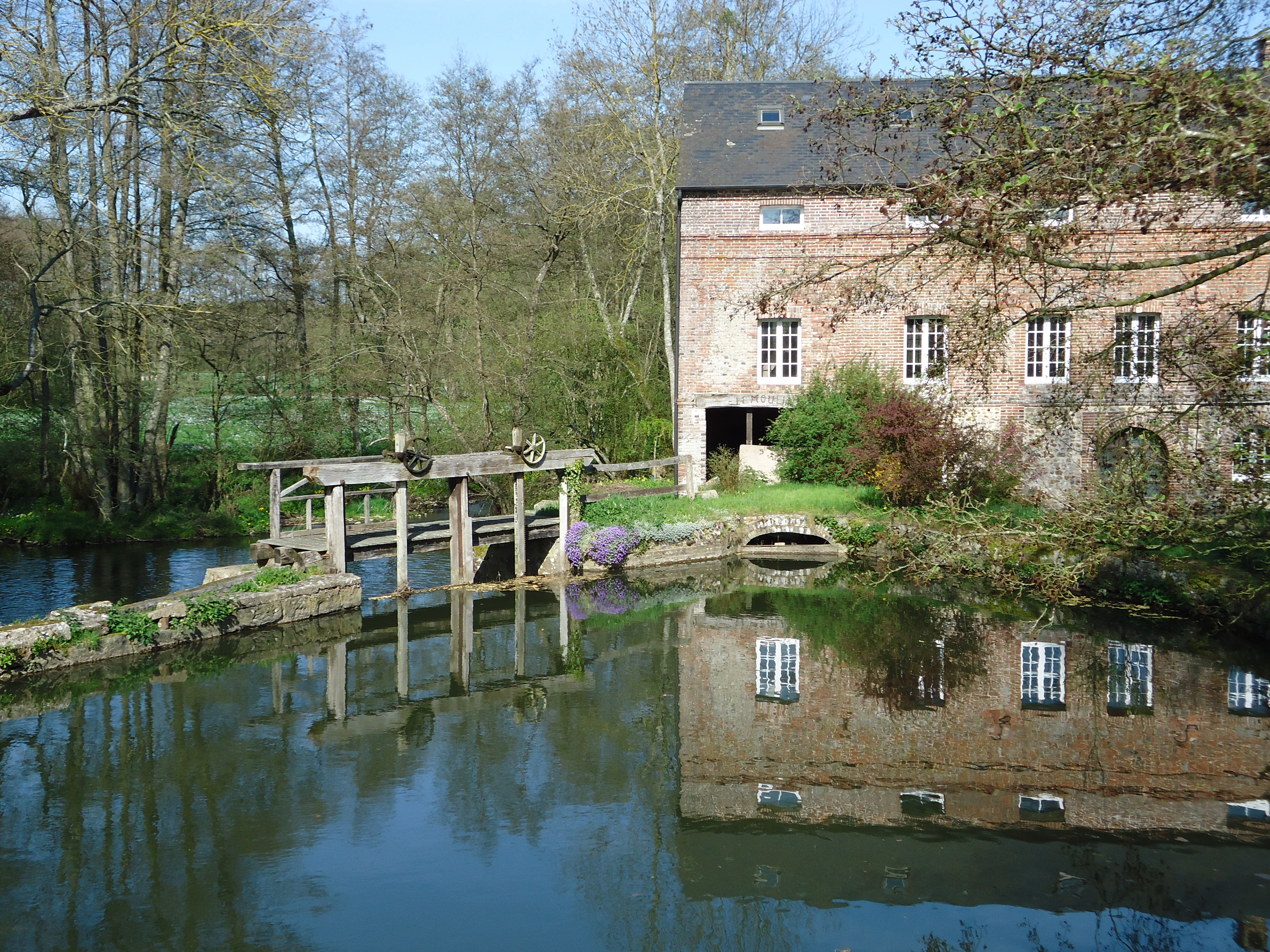
Le moulin d'Anceins.
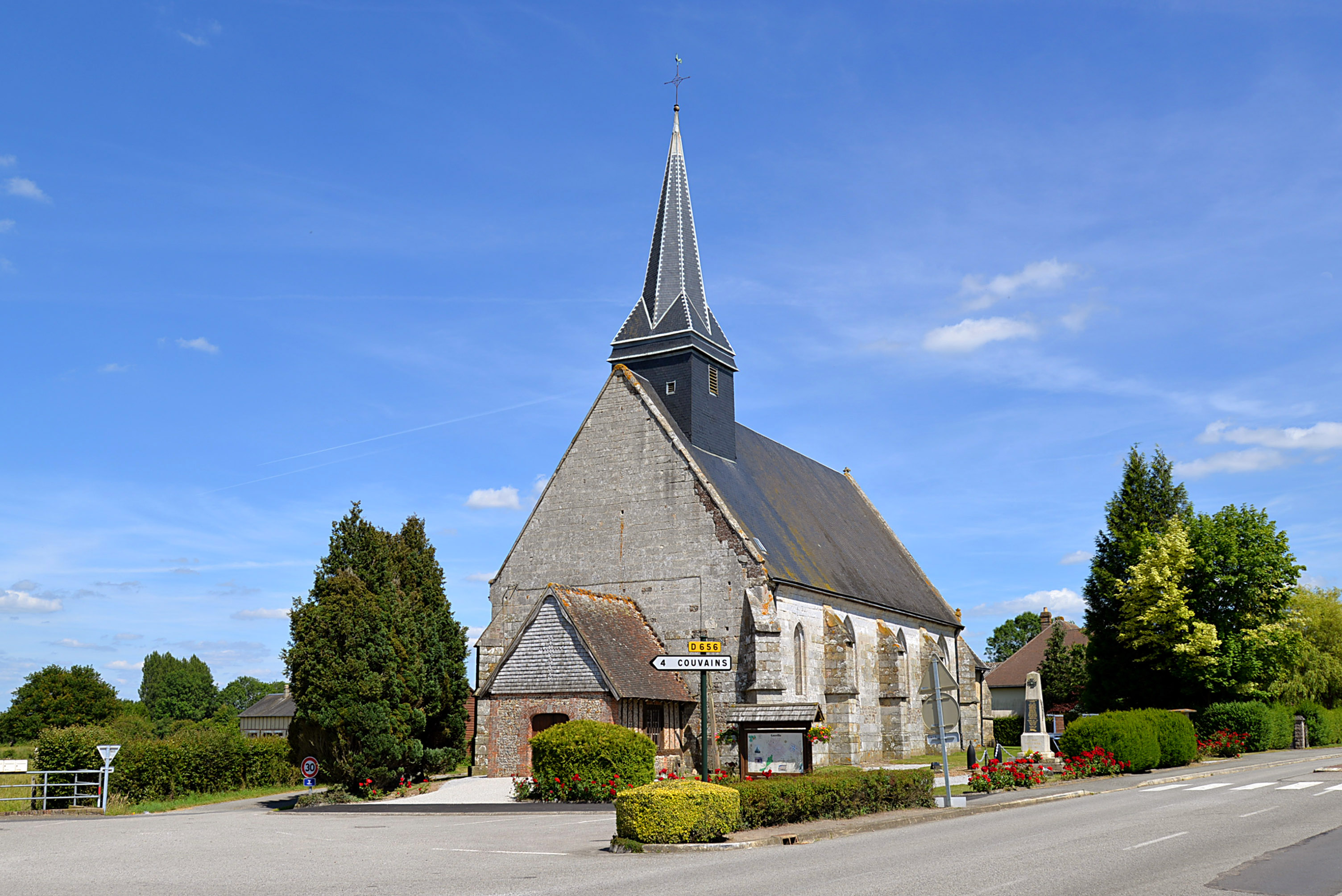
L'église Saint-Aubin de Gauville.
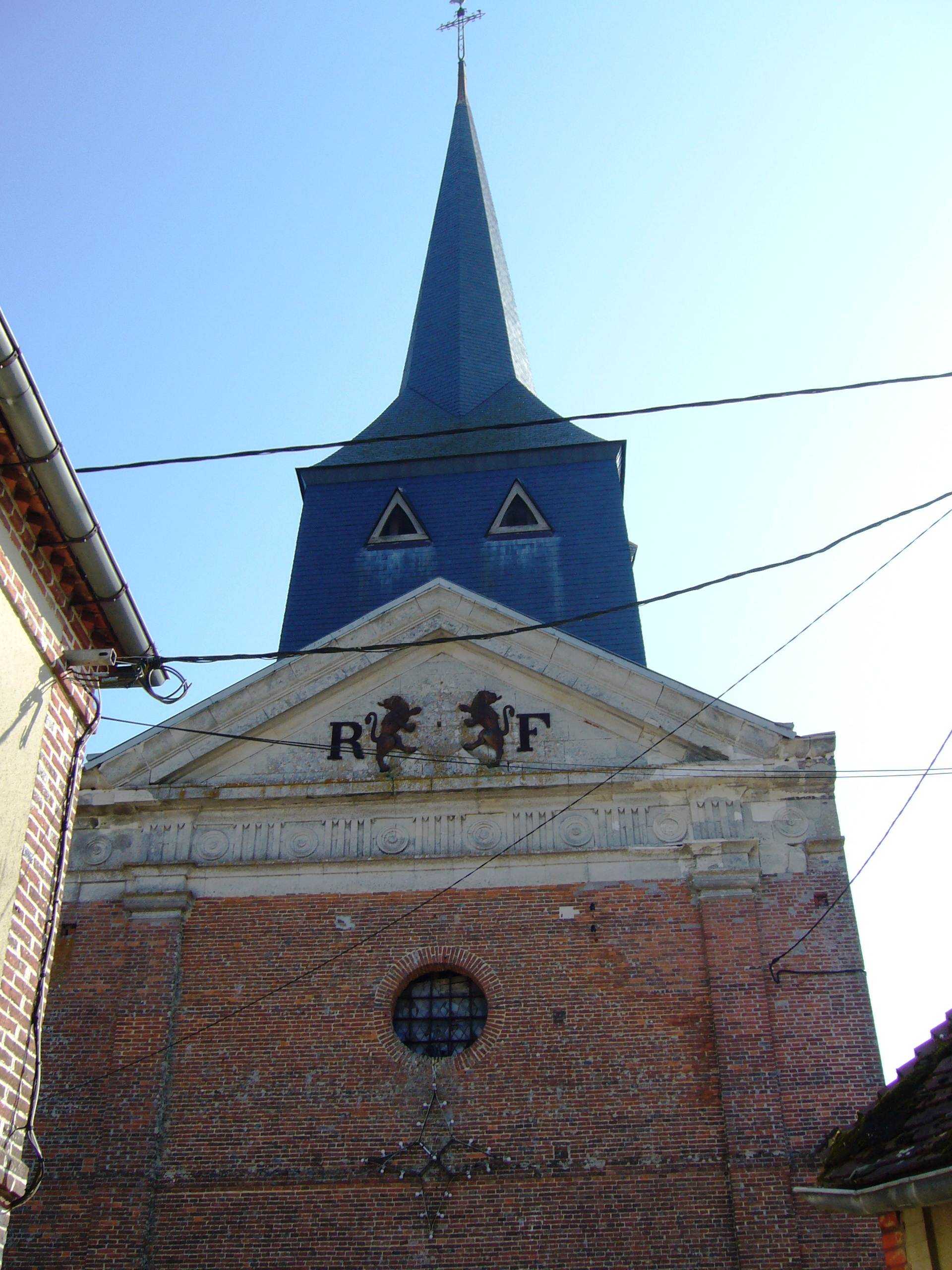
L'église Saint-Agnan de Glos-la-Ferrière.
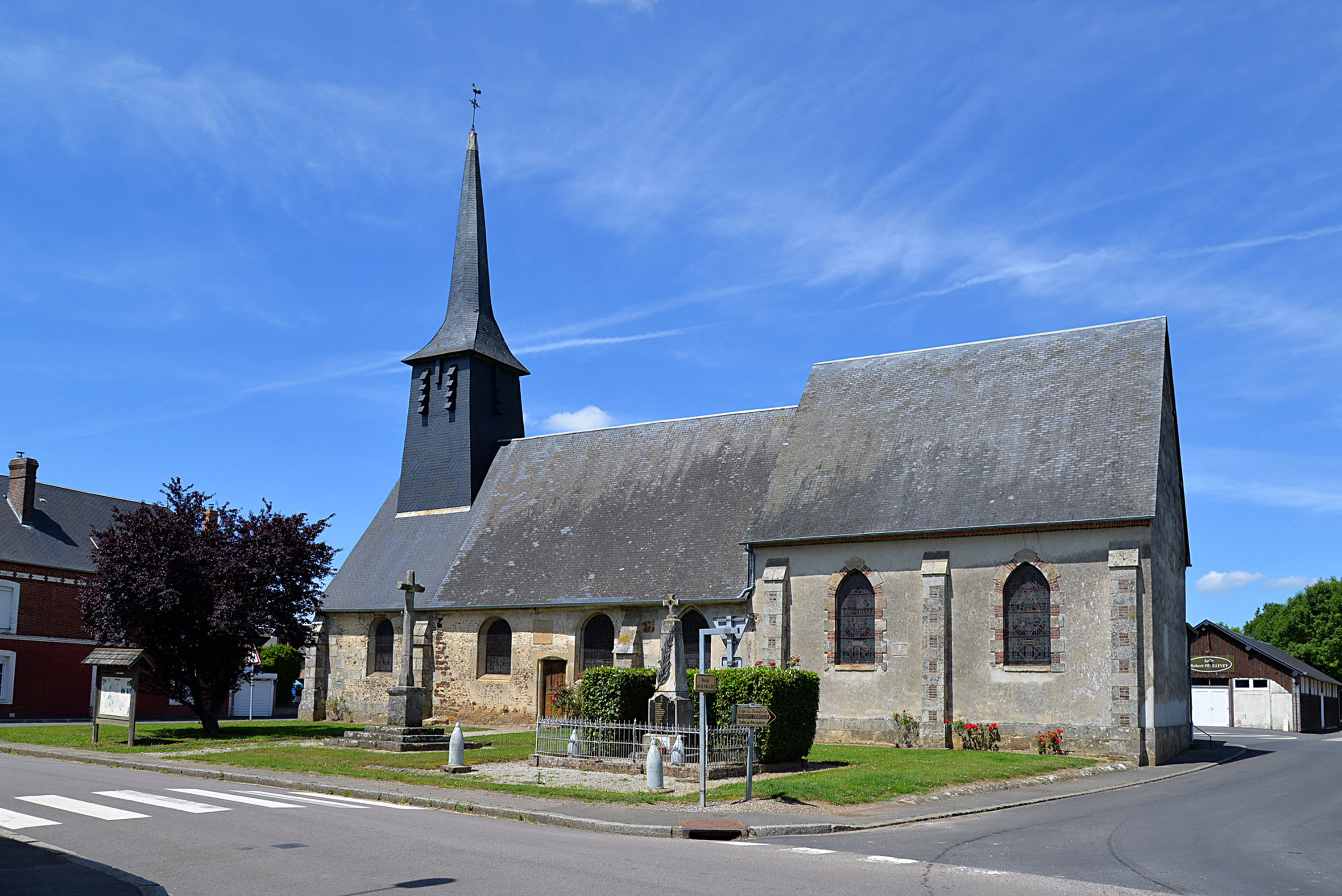
L'église Saint-Sauveur de Monnai.

### La Ferté-en-Ouche dans les arts et la culture
- Le téléfilm Un Père Idéal, de Hélène Fillières avec Laurent Gerra et Eddy Mitchell, est tourné en 2023 à Heugon[74]. A cette occasion, le café du village Le Renard se marre, qui a servi de décor au fim, est rénové et rouvre en 2024[75].

- L'artiste graffeur Darco a décoré en 2024 un hangar communal à Heugon, première étape d’un projet de circuit artistique liant tous les lieux entre eux à travers un parcours d’œuvres et de galeries à ciel ouvert[76]

### Personnalités liées à la commune
- Darco Gellert, dit Darco (1968-), artiste graffeur allemand installé en France, s'est installé dans l’ancienne école maternelle d’Heugon[76].

## Pour approfondir